# Emilio Soriano Aladrén
Emilio Soriano Aladrén (Zaragoza, 29 de octubre de 1945) es un exárbitro de fútbol internacional español.
Arbitró 185 partidos, desde la temporada 1976/77 hasta la 1992/93, en la Primera División, estando adscrito al colegio castellano de árbitros, y siendo, en su día, el árbitro español internacional más joven. Como árbitro FIFA, dirigió 29 encuentros en todas las competiciones internacionales europeas de clubs y un encuentro en el Mundial de fútbol de Italia de 1990.